# Ōkunoshima
Ōkunoshima (大久野島) è una piccola isola del Giappone, posta nel Mare Interno di Seto. Amministrativamente fa parte della municipalità di Takehara, ed è collegata con traghetti ai porti di Tadanoumi e dell'isola di Ōmishima.

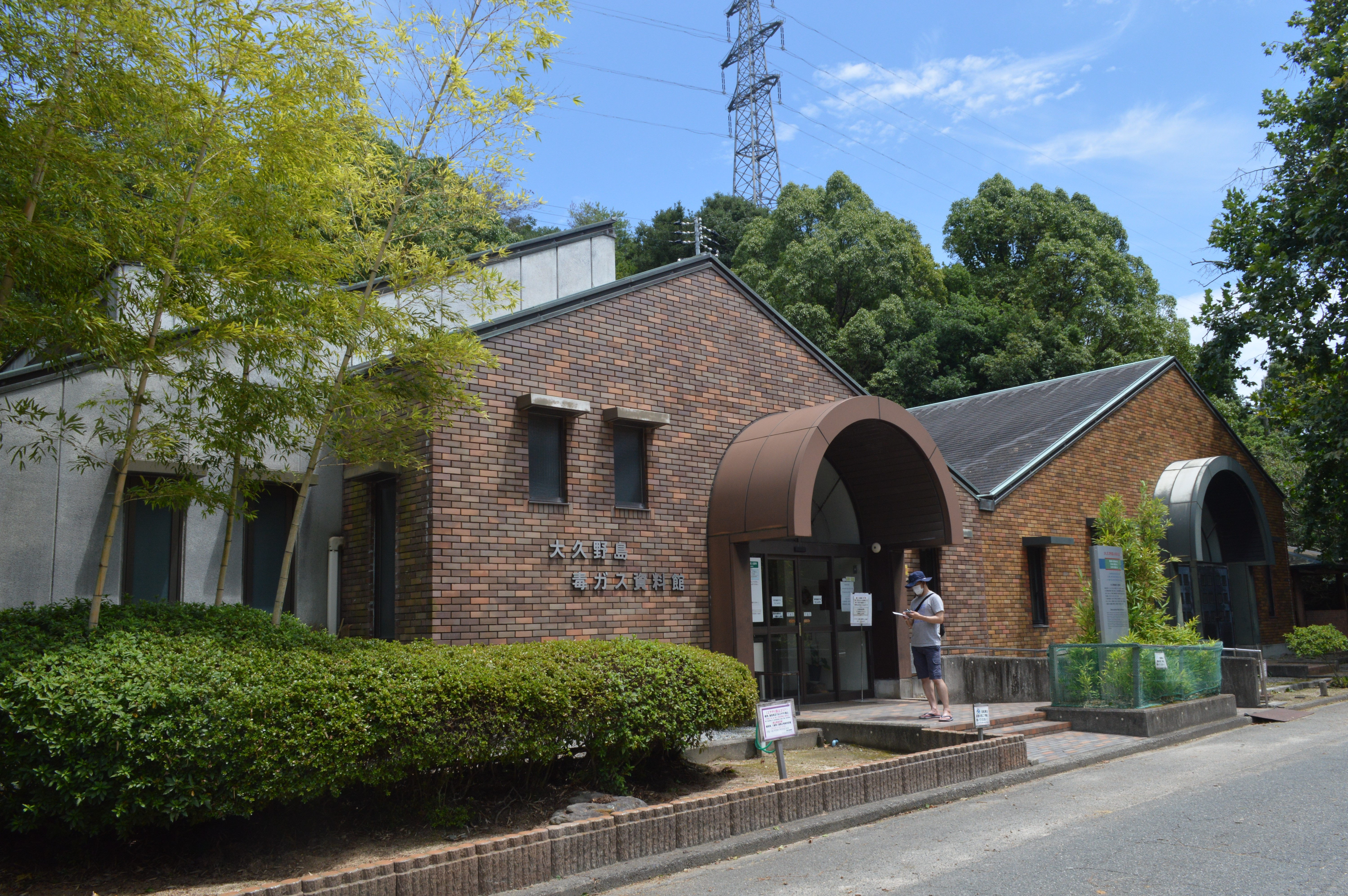
Il museo dei gas velenosi

Fino alla prima guerra sino-giapponese l'isola era interamente coltivata; furono poi costruite fortificazioni per difenderla. Nel 1929 il governo giapponese, nonostante la convenzione di Ginevra li avesse vietati nel 1925, installò qui segretamente una fabbrica di gas velenosi (in particolare iprite) da utilizzare nelle armi chimiche, chiusa solo al termine della seconda guerra mondiale.
Oggi l'isola è disabitata, ma ospita un albergo ed un museo dedicato alla fabbrica dei gas tossici aperto nel 1988.
È anche detta Isola dei Conigli (Usagi Shima) poiché ospita una numerosa colonia di conigli, probabilmente introdotti nel 1971 da un gruppo di studenti.